# Bancada da bala
Na política do Brasil, a bancada da bala é um termo usado para referir à frente parlamentar composta por políticos que defendem o armamento civil, flexibilização de leis relacionadas a armas e contra políticas desarmamentistas.
No nível federal, a bancada se movimentou para alterar o Estatuto do Desarmamento através da propositura de 41 projetos, dentre os quais o do parlamentar Rogério Mendonça, que propôs a aprovação de uma nova legislação que aumentaria as penas para crimes cometidos com armas de fogo e revogaria aquele Estatuto.
Contudo, não é apenas no Congresso Nacional que o grupo se faz presente. Na Câmara Municipal de São Paulo, por exemplo, assumiram no ano de 2013 os vereadores Álvaro Camilo, ex-comandante-geral da PM, Paulo Telhada, ex-comandante da Rondas Ostensivas Tobias de Aguiar (ROTA), e Conte Lopes, capitão aposentado que também atuou na Rota e foi deputado estadual. Na Câmara, a bancada pressiona para criar Comissão de Segurança, desmembrando assim a Comissão de Direitos Humanos, que também trata do tema.
O falecido senador Major Olímpio representava o Estado de São Paulo no Senado, também foi deputado estadual por dois mandatos e deputado federal por um mandato. Olímpio encabeçava o movimento pela redução da maioridade penal, pelo aumento de pena nos crimes cometidos por agentes da lei e crimes cometidos contra policias, e pelo fim da saída temporária de presos condenados.

## Representantes no Congresso Nacional

### Senado
- Flávio Bolsonaro (PL/RJ)

### Câmara dos Deputados
- Eduardo Bolsonaro (PL/SP)
- Capitão Augusto (PL/SP)
- Katia Sastre (PL/SP)
- General Peternelli (UNIÃO/SP)
- Major Fabiana (PL/RJ)
- Hélio Negão (PL/RJ)
- Sargento Gurgel (PL/RJ)
- Major Vitor Hugo (PL/GO)
- Delegado Waldir (UNIÃO/PR)
- General Girão (PL/RN)
- Éder Mauro (PL/PA)
- Guilherme Derrite (PL/SP)
- Rogério Peninha (MDB/SC)
- Sargento Fahur (PSD/PR)